# 水谷規男
水谷 規男（みずたに のりお、1962年2月25日 - ）は、日本の法学者。専門は刑事訴訟法。学位は、博士（法学）（大阪大学・論文博士・2017年）。大阪大学大学院高等司法研究科教授、同・研究科長。

## 人物
三重県桑名市出身。一橋大学大学院で福田雅章と村井敏邦から指導を受ける（『疑問解消 刑事訴訟法』の前書きによる）。国際人権基準をふまえた刑事手続の研究や、刑事施設問題、フランス刑事訴訟法における私訴制度の研究などを行っている。2017年5月に大阪大学より博士（法学）の学位を取得。その後、その主論文を書籍として刊行。2019年4月に6代目の大阪大学法科大学院研究科長に就任。現在は、国際人権基準をふまえた刑事手続法の研究を行っている。

## 略歴
- 1962年2月 - 三重県桑名市出身
- 1984年3月 - 大阪大学法学部卒業
- 1986年3月 - 一橋大学大学院法学研究科博士前期課程修了
- 1989年3月 - 一橋大学大学院法学研究科博士後期課程単位取得退学[3]
- 1989年4月 - 日本学術振興会特別研究員(一橋大学法学部付)(1990年3月まで)
- 1990年4月 - 三重短期大学法経学科講師
- 1992年4月 - 三重短期大学法経学科助教授
- 1997年4月 - 愛知学院大学法学部助教授
- 2001年4月 - 愛知学院大学法学部教授
- 2004年4月 - 大阪大学大学院高等司法研究科教授（現職）
- 2017年5月 - 大阪大学において博士（法学）の学位を取得[1]。
- 2019年4月-2022年3月 - 大阪大学大学院高等司法研究科長(第6代)[4]

## 業績

### 著書（共著等含む）
- 「言葉の壁を越える：東アジアの国際理解と法」 大阪大学出版会,2015年7月,ISBN 9784872595062
- 「テキストブック現代司法(第6版)」 日本評論社,2015年3月
- 「刑事司法改革とは何か」 現代人文社,2014年9月
- 「ブックレット『冤罪を生まない刑事司法へ』」 現代人文社,2014年2月
- 「新・コンメンタール刑事訴訟法(第2版)」 日本評論社,2013年9月
- 「法曹の倫理(第2版)」 名古屋大学出版会,2011年4月
- 「新コンメンタール刑事訴訟法」 日本評論社,2010年7月
- 「刑事法における人権の諸相」 成文堂,2010年1月
- 「未決拘禁改革の課題と展望」 日本評論社,2009年9月
- 「テキストブック現代司法(第5版)」 日本評論社,2009年5月
- 「疑問解消 刑事訴訟法」 日本評論社,2008年3月
- 「憲法の変動と改憲問題」 敬文堂,2007年10月
- 「刑事司法改革と刑事訴訟法(下巻)」 日本評論社,2007年5月
- 「現代青林講義 刑事訴訟法(第三版)」 青林書院,2006年7月
- 「代用監獄・拘置所改革のゆくえ」 現代人文社,2005年12月
- 「法曹の倫理」 名古屋大学出版会,2005年10月
- 「刑務所改革のゆくえ」 現代人文社,2005年4月
- 「刑事訴訟法(新版)」 青林書院,2002年4月
- 「盗聴法の総合的研究」 日本評論社,2001年5月

### 論文
- 「刑事裁判の充実と迅速化」 法学セミナー増刊「シリーズ司法改革Ⅰ」,2000年4月
- 「適正な事実認定と証拠構造論」 刑法雑誌39巻2号,2000年4月
- 「フランス法における未決拘禁と保釈」 季刊刑事弁護24号,2000年10月[6]
- 「被害者の手続的権利の理論的根拠について」 刑法雑誌40巻2号,2001年2月
- 「未決拘禁法に対する国際人権法の影響」 愛知学院大学論叢法学研究42巻3・4号,2001年9月[7]
- 「通信傍受記録の証拠利用」 季刊刑事弁護25号,2001年10月[8]
- 「情況証拠による事実認定」 法学セミナー567号,2002年3月[9]
- 「再審の現代的課題を学ぶ」 季刊刑事弁護34号,2003年4月[10]
- 「フランスの証拠開示」 法学セミナー584号,2003年8月[11]
- 「私の「黙秘権」の教え方」 季刊刑事弁護38号,2004年4月[12]
- 「被疑者取調べの理論的問題点」 季刊刑事弁護39号,2004年7月[13]
- 「名張事件再審開始決定の意義」 季刊刑事弁護43号78-80頁,2005年7月[14]
- 水谷規男「名張事件再審開始決定について」『阪大法学』第55巻第2号、大阪大学法学会、2005年8月、325-351頁、doi:10.18910/55035、ISSN 04384997、NAID 120005726598、NCID AN00206353。
- 「裁判員裁判と刑事弁護の課題」 季刊刑事弁護45号,2006年1月[15]
- 「刑事訴訟法の学び方」 法学セミナー613号,2006年1月[16]
- 「行政警察活動と犯罪捜査」 法学セミナー614号,2006年2月[17]
- 「強制捜査と任意捜査」 法学セミナー615号,2006年3月[18]
- 「証拠収集のための強制処分(1)」 法学セミナー616号,2006年4月[19]
- 「証拠収集のための強制処分(2)」 法学セミナー617号,2006年5月[20]
- 「被疑者の身体拘束」 法学セミナー618号106-110頁,2006年6月[21]
- 「被疑者の身体拘束をめぐる諸問題」法学セミナー619号110-114頁,2006年7月[22]
- 「被疑者の取調べ」 法学セミナー620号98-102頁,2006年8月[23]
- 「未決拘禁制度の改革課題」 自由と正義57巻9号37-46頁,2006年9月
- 「被疑者と弁護人との接見交通権」 法学セミナー621号101-105頁,2006年9月[24]
- 「公訴の提起」 法学セミナー622号110-114頁,2006年10月[25]
- 「公訴事実と訴因」 法学セミナー623号112-116頁,2006年11月[26]
- 「訴因変更」 法学セミナー624号96-100頁,2006年12月[27]
- 「公判前整理手続」 法学セミナー625号102-106頁,2007年1月[28]
- 「被告人の法的地位」 法学セミナー626号110-114頁,2007年2月[29]
- 「公判の手続とその関与者」 法学セミナー627号108-112頁,2007年3月[30]
- 「名張事件第7次再審請求に対する意義審決定について(上)」 法律時報79巻3号76-82頁,2007年3月
- 「名張事件第7次再審請求に対する意義審決定について(下)」 法律時報79巻4号76-82頁,2007年4月
- 「証拠法の原則」 法学セミナー628号,2007年4月[31]
- 「伝聞法則」 法学セミナー629号109-113頁,2007年5月[32]
- 「伝聞法則の例外」 法学セミナー630号106-110頁,2007年6月[33]
- 「自白法則」 法学セミナー631号110-114頁,2007年7月[34]
- 「共犯者の自白と自白の証明力判断」 法学セミナー632号111-115頁,2007年8月[35]
- 「事実認定」 法学セミナー633号106-110頁,2007年9月[36]
- 「裁判とその効力」 法学セミナー634号104-108頁,2007年10月
- 「上訴と誤判救済」 法学セミナー635号98-102頁,2007年11月
- 「裁判員裁判と上訴・再審制度の課題」 法律時報79巻12号73-79頁,2007年11月
- 「刑事訴訟法と刑事施設制度」 法学セミナー636号112-116頁,2007年12月[37]
- 「無罪の推定」『ヨーロッパ人権裁判所の判例』254-259頁,2008年8月
- 「被害者参加人の代理人弁護士は何をするべきか」 季刊刑事弁護57号95-99頁,2009年1月[38]
- 「名張事件-自白神話に科学の目でいどむ」 法学セミナー669号6-9頁,2010年9月[39]
- 「名張事件の50年と誤判救済」 村井敏邦先生古稀祝賀論文集747-766頁,2011年9月
- 「裁判員と死刑」 犯罪と非行170号86-106頁,2011年11月
- 「弁護のための証拠法」 季刊刑事弁護70号11-16頁,2012年4月[40]
- 「裁判員制度を生かすために刑法・刑事訴訟法をどう変えるべきか」 季刊刑事弁護72号52-59頁,2012年10月[41]
- 水谷規男「再審開始決定に伴う刑の執行停止決定について (山下眞弘教授 吉本健一教授 退職記念号)」『阪大法学』第62巻3・4、大阪大学法学会、2012年11月、627-644頁、doi:10.18910/60124、ISSN 0438-4997、NAID 120005955938。
- 「争いのない事件の手続」 季刊刑事弁護75号39-43頁,2013年7月[42]
- 「外国人の刑事事件と通訳を受ける権利の保障」『言葉の壁を越える』45-56頁,2015年7月
- 「あるべき刑事訴追と「新時代の刑事司法制度特別部会」における議論」 法の科学46号147-151頁,2015年9月
- 「再審請求段階の刑の執行停止について」 犯罪と刑罰25号77-94頁,2016年3月

### 判例評釈等
- 「座談会「供述心理分析の現状と課題(司会・討論)」 季刊刑事弁護93号152-164頁,2018年1月
- 「(判例評釈)保険金目的の現住建造物放火、殺人、詐欺未遂の罪で無期懲役の確定判決を受けた二人に対し、再審で無罪を言い渡した事例」, 判例時報2347号168-174頁,2017年12月
- (共著)上田信太郎=京明=水谷規男「学会回顧(刑事訴訟法)」, 法律時報89巻13号186-197頁,2017年12月
- 「札幌高裁平成28年10月26日決定の評釈」, 刑事法ジャーナル52号123-127頁,2017年5月
- 「現場写真(最決昭和59年12月21日の評釈)」, 刑事訴訟法判例百選(第10版)202-203頁,2017年4月
- 「勾留の必要性判断における罪証隠滅の現実的可能性の考慮」, 速報判例解説Vol.17, 2015年9月, その他
- 「インタビュー「システムを基本的に作り直そうとしないもどかしさ」」, 季刊刑事弁護79号74―83頁, 2015年3月, その他
- 「あるべき刑事訴追と「新時代の刑事司法制度特別部会」における議論」, 法の科学46号掲載予定, 2014年11月, 会議報告/口頭発表
- 「共同研究「司法取引に関する総合的研究」」, 刑法雑誌54巻1号85-93頁, 2014年8月, 大学・研究所等の報告
- 「裁判員制度の現状と課題」, 甲南法学55巻1・2号73-116頁, 2014年6月, 会議報告/口頭発表
- 「ワークショップ「被害者参加と損害賠償命令」」, 刑法雑誌53巻3号155～160頁, 2014年2月, その他
- 「再審開始決定に伴う刑の執行停止決定に対する抗告の可否」, 新・判例解説Ｗａｔｃｈ, 文献番号: z18817009-00-080860892, 2013年3月, 解説・総説
- 「再審事件の新たな動きと今後の課題（講演録）」, 救援情報76号41-51頁, 2013年1月, その他
- 「被告人の確定（最決昭和60年11月29日刑集39巻7号532頁の評釈・解説）」, 別冊ジュリストNo.203・刑事訴訟法判例百選(第9版)112-113頁, 2011年3月, 解説・総説
- 「確定後に被告人の救済が困難な事由が生じた場合の非常上告の可否」, 速報判例解説=LEX/DB25442442,25442443, 2011年2月, 解説・総説
- 「ワークショップ再審」, 刑法雑誌50巻3号151頁-156頁, 2011年1月, その他
- 「書評「今井輝幸著『韓国の国民参与裁判制度』」」, 季刊刑事弁護64号147頁, 2010年10月, 書評
- 「再審請求人に選任された弁護人から保管記録の閲覧を求められた保管検察官の閲覧不許可処分が違法とされた事例」, 刑事法ジャーナル24号111頁-115頁, 2010年8月, 解説・総説
- (共著)水谷規男・鳥毛美範「名張事件・画期的なしかし不十分な最高裁破棄差戻決定」, 季刊刑事弁護63号113頁-117頁(コメント116-117頁), 2010年7月, 学術論文
- 「裁判員裁判から死刑を問い直す」, 法律時報82巻8号4頁-7頁, 2010年6月, 学術論文
- 「裁判員裁判の下で死刑の縮減・廃止を展望できるか（座談会・司会）」, 判例時報82巻7号13-32頁, 2010年6月, その他
- 「判例評釈「上告審における事実誤認の判断方法」」, 法学教室354号別冊付録判例セレクト2009[Ⅱ]44頁, 2010年2月, 解説・総説
- 「書評「スティーヴン・A・ドリズィン／リチャード・A・レオ 著（伊藤和子訳）『なぜ無実の人が自白するのか』」, 季刊刑事弁護60号209頁, 2009年10月, 書評
- (共著)金岡繁裕・神山啓史・木谷明・草場裕之・後藤昭・後藤貞人・水谷規男「座談会「裁判員裁判に向けて裁判官はどう変わってきたか」」, 季刊刑事弁護59号47頁-73頁, 2009年7月, その他
- 「「裁判員裁判の実施に向けて」（特集企画趣旨）」, 法律時報81巻1号4-6頁, 2009年1月, 解説・総説
- 刑事訴訟法を学ぶ，法学セミナー，609号，2005年09月，その他
- 裁判員の力を最大限に引き出すために，季刊刑事弁護，41号12-14頁，2005年04月，解説・総説
- 学問としての法学・刑事訴訟法，法学セミナー増刊「法学入門」2003年版，2003年04月，解説・総説
- 刑事手続は何のためにある？，法学セミナー545号，2000年05月，解説・総説

### 講演会等
- 新たな捜査手法の導入に対する法規制の在り方，新たな捜査手法の導入に対する法規制の在り方，2017年08月
- えん罪被害者SAN-DU氏、桜井昌司氏との対談，えん罪被害者SAN-DU氏、桜井昌司氏との対談，2017年05月
- 大阪大学ツアー2015，模擬講義「人から話を聞き出す手法と証人尋問のルール－おとぎ話を題材にした模擬証人尋問－」，2015年11月
- 白鳥決定40周年記念シンポジウム，コメンテーター，2015年11月
- 講演「裁判員裁判と証拠法」，「裁判員裁判と証拠法」，2015年06月
- 「なくせ冤罪！市民評議会」設立総会での記念講演, 2013年6月

## 所属学会
- 日本刑法学会